# Villa di Striano
La Villa di Striano si trova a Ronta, nel comune di Borgo San Lorenzo, nei pressi della chiesa di Santa Maria a Pulicciano.
Essa appartenne al pittore Michele Gordigiani, che la fece decorare con pitture dall'architetto Luigi Del Moro e poi passò al barone berlinese Robert von Mendelssohn, che discendeva dalla famiglia del celebre musicista Mendelssohn: il barone vi impiantò il parco e la sorgente.